# UAE Pro League
Die UAE Pro League, aus Sponsoringgründen als ADNOC Pro League bekannt, ist die höchste Spielklasse im Fußball in den Vereinigten Arabischen Emiraten.
Sie wurde 1973 gegründet und ist heute einer der populärsten und besten Ligen in Asien. Bis 2009 trug sie den Namen UAE League oder auch Etisalat National League. Amtierender Meister ist der al-Jazira Club. Der Rekordmeister ist mit 14 Meisterschaften der al Ain Club.
Als Gastgeberland der FIFA-Klub-Weltmeisterschaften 2009 und 2010 nahm Al-Ahli als Meister dieser Liga am Ausscheidungsspiel der Klub-WM 2009 teil und erreichte das Viertelfinale. 2010 qualifizierte sich Al-Wahda mit dem Titelgewinn für die Klub-WM. Der Meister qualifiziert sich außerdem für den UAE Arabian Gulf Super Cup.

## Spielmodus
Ausgetragen wird die Liga in Hin- und Rückrunde mit 14 Mannschaften, wobei jede Mannschaft zweimal gegeneinander antritt. Die beiden Bestplatzierten zum Ende einer Saison, plus der Pokalsieger qualifizieren sich direkt für die AFC Champions League, der Dritte muss in die Qualifikation. Die beiden letztplatzierten Vereine steigen sofort in die First Division ab.

## Teilnehmende Vereine 2024/25
| Mannschaft                    | Standort      | Stadion                              | Kapazität |
| ----------------------------- | ------------- | ------------------------------------ | --------- |
| Adschman Club                 | Adschman      | Ajman Stadium                        | 5.537     |
| al Ain Club                   | al-Ain        | Hazza Bin Zayed Stadium              | 25.000    |
| al Bataeh Club                | Al Bataeh     | Al Bataeh Stadium                    | 2.000     |
| al-Jazira Club                | Abu Dhabi     | al-Jazira-Mohammed-Bin-Zayed-Stadion | 42.056    |
| al-Nasr SC                    | Dubai         | Al-Maktoum-Stadion                   | 15.058    |
| Al Urooba Club (N)            | Fudschaira    | Dibba Club Stadium                   | 10.000    |
| al-Wahda                      | Abu Dhabi     | Al-Nahyan-Stadion                    | 15.500    |
| al-Wasl                       | Dubai         | Zabeel-Stadion                       | 8.472     |
| Baniyas SC                    | Abu Dhabi     | Baniyas Stadium                      | 10.000    |
| Dibba al-Hisn Sports Club (N) | Dibba al-Hisn | Dibba Stadion                        | 7.000     |
| Al-Ittihad Kalba SC           | Kalba         | Ittihad-Kalba-Stadion                | 8.500     |
| Khor Fakkan Club              | Khor Fakkan   | SBM Al Qassimi Stadium               | 7.500     |
| al-Ahli Dubai                 | Dubai         | Al-Rashid Stadium                    | 12.052    |
| Sharjah FC                    | Schardscha    | Sharjah Stadium                      | 11.000    |

## Bisherige Titelträger
| - 1973/74: Sharjah FC - 1974/75: al-Ahli Dubai - 1975/76: al-Ahli Dubai - 1976/77: al Ain Club - 1977/78: al-Nasr Sports Club - 1978/79: al-Nasr Sports Club - 1979/80: al-Ahli Dubai - 1980/81: al Ain Club - 1981/82: al-Wasl - 1982/83: al Wasl - 1983/84: al Ain Club - 1984/85: al Wasl - 1985/86: al-Nasr Sports Club - 1986/87: Sharjah FC - 1987/88: al Wasl - 1988/89: Sharjah FC - 1989/90: al Shabab - 1990/91: nicht ausgetragen.... - 1991/92: al Wasl - 1992/93: al Ain Club | - 1993/94: Sharjah FC - 1994/95: al Shabab - 1995/96: Sharjah FC - 1996/97: al Wasl - 1997/98: al Ain Club - 1998/99: al-Wahda - 1999/00: al Ain Club - 2000/01: al-Wahda - 2001/02: al Ain Club - 2002/03: al Ain Club - 2003/04: al Ain Club - 2004/05: al-Wahda - 2005/06: al-Ahli Dubai - 2006/07: al Wasl - 2007/08: al Shabab - 2008/09: al-Ahli Dubai - 2009/10: al-Wahda - 2010/11: al-Jazira Club - 2011/12: al Ain Club - 2012/13: al Ain Club | - 2013/14: al-Ahli Dubai - 2014/15: al Ain Club - 2015/16: al-Ahli Dubai - 2016/17: al-Jazira Club - 2017/18: al Ain Club - 2018/19: Sharjah FC - 2019/20: abgebrochen.... - 2020/21: al-Jazira Club - 2021/22: al Ain Club - 2022/23: al-Ahli Dubai - 2023/24: al-Wasl - 2024/25: Shabab Al Ahli Dubai Club |

## Anzahl der Meisterschaften
| Platz | Mannschaft                | Titel |
| ----- | ------------------------- | ----- |
| 1.    | al Ain Club               | 14    |
| 2.    | Shabab Al Ahli Dubai Club | 9     |
| 3.    | al-Wasl                   | 8     |
| 4.    | al-Schardscha             | 6     |
| 5.    | al-Wahda                  | 4     |
| 6.    | al-Nasr SC                | 3     |
|       | al Shabab                 | 3     |
|       | al-Jazira Club            | 3     |